# ماکسشتات
ماکسشتات (به فرانسوی: Maxstadt) یک کمون در فرانسه است که در Canton of Grostenquin واقع شده‌است.

## خصوصیات
ماکسشتات ۷٫۹۱ کیلومترمربع مساحت و ۲۵۲ نفر جمعیت دارد و ۲۷۵ متر بالاتر از سطح دریا واقع شده‌است.